# 대만 독립운동

대만국

대만 독립운동(중국어 정체자: 台灣獨立運動, 병음: Táiwān dúlì yùndòng, 대만어: Tâi-oân to̍k-li̍p ūn-tōng, 영어: Taiwan independence movement)은 대만에 대만인이 주권 독립 국가 (대만 공화국)를 건설하는 것을 목표로 하는 정치 운동이다.

## 같이 보기
- 국부천대
- 중국 국민당
- 국공 내전
- 중화민국
- 중화민국의 대외 관계
- 중화인민공화국
- 중국 공산당
- 하나의 중국
- 두 개의 중국
- 양안 관계
- 화독